# Liste der deutschen Botschafter in Iran
Dieser Artikel der Liste der deutschen Botschafter in Iran nennt die Leiter der deutschen Vertretung in Teheran, der Hauptstadt Irans. Bis 1954 war Deutschland nur durch Gesandte vertreten. 1955 wurde die Gesandtschaft zur Botschaft aufgewertet. Der Leiter der Mission trägt ab diesem Zeitpunkt den Titel Botschafter.

## Missionschefs

### Gesandte des Preußischen Königreiches und des Deutschen Reiches
- Julius von Minutoli (1. preußischer Ministerresident und Generalkonsul des Deutschen Zollvereins in Persien, 19. Dezember 1859 bis 5. November 1860, Reise durch Persien bis Buschehr, Vizekonsul Heinrich Brugsch, Vertreter nach Minutolis Tod bis 1861)
- Ernst von Braunschweig (1885–11. April 1886)
- Gustav Adolf Schenck zu Schweinsberg (10. Dezember 1886–16. April 1892)
- Nikolaus von Wallwitz (6. Oktober 1893–2. Januar 1896)
- Günther von Gaertner-Griebenow (23. Mai 1896–22. März 1898)
- Arthur Alexander Kaspar von Rex (3. Dezember 1898–17. Mai 1906)
- Wilhelm Stemrich (1906–1907)

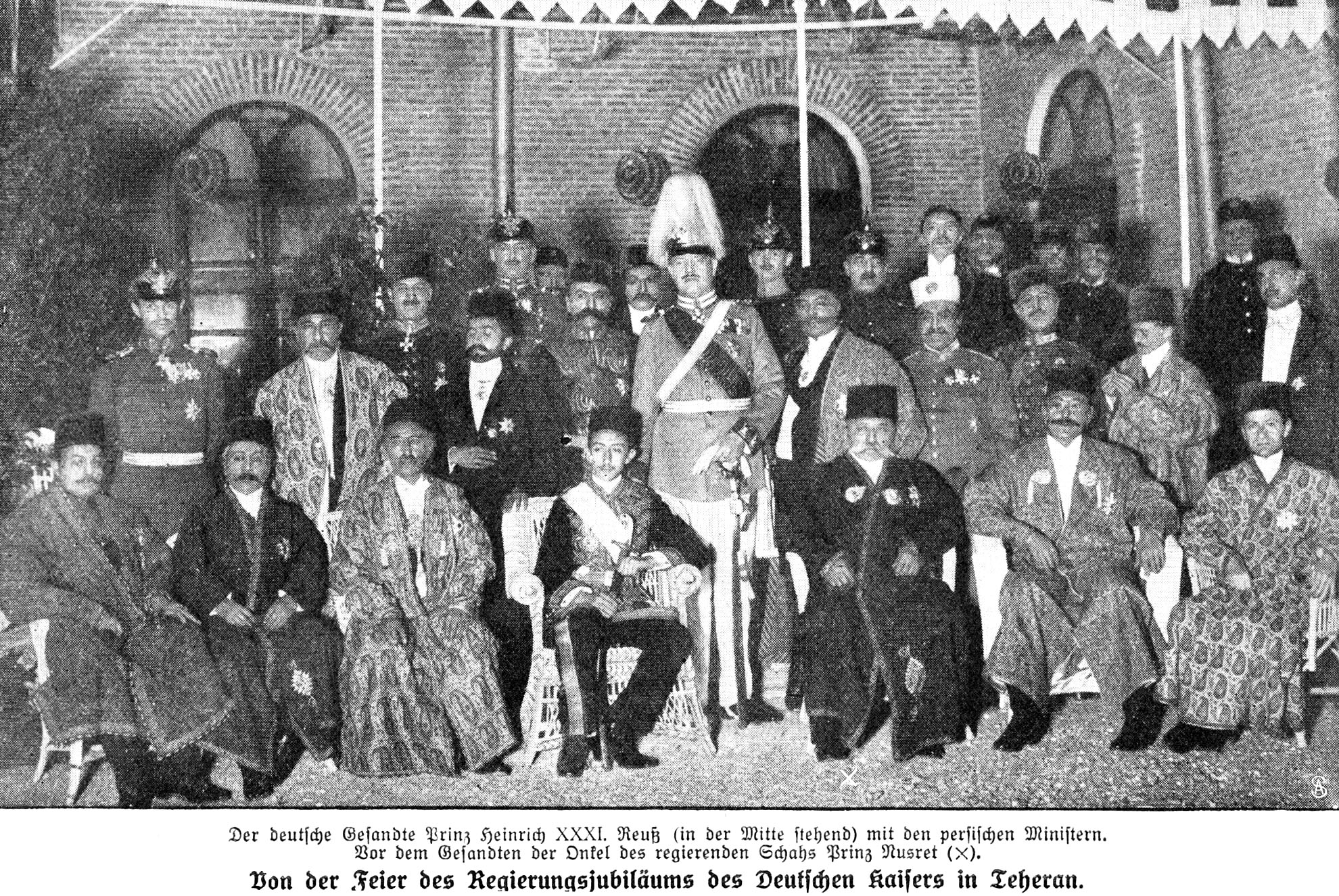
Heinrich XXXI. Prinz von Reuß, Teheran 1913

- Albert von Quadt zu Wykradt und Isny (24. Februar 1908–23. Juni 1912)
- Heinrich XXXI. Prinz von Reuß jüngere Linie[1] (11. August 1912–19. Juli 1916); in der Botschaft in Teheran verblieb bis zur kriegsbedingten Schließung im Jahr 1917 lediglich ein Botschaftssekretär. Die deutschen Interessen wurden zunächst von der US-amerikanischen Botschaft wahrgenommen.
- Philipp Vassel, Gesandter bei der iranischen Regierung in Kermanschah, 1916. Dort befand sich eine vom deutschen Reich unterstützte provisorische iranische Regierung unter Führung von Reza Qoli Khan Nezam al Saltaneh.
- Rudolf Nadolny (Geschäftsträger der deutschen Botschaft bei der iranischen Regierung in Kermanschah, 1916–1917). Am 11. März 1917 musste die deutsche Gesandtschaft in Kermanschah aufgegeben werden. Die Regierung von Reza Qoli Khan Nezam al Saltaneh hatte sich aufgrund des Vormarschs russischer Truppen nach Kermanschah aufgelöst.

- kein Vertreter – offiziell wurde die Botschaft in Teheran geschlossen (1917–1920), die deutschen Interessen wurde vom spanischen Botschafter wahrgenommen, nachdem die USA in den Krieg gegen Deutschland eingetreten war.
- Rudolf Sommer (Juni 1920–Januar 1923) Leiter der Vertretung

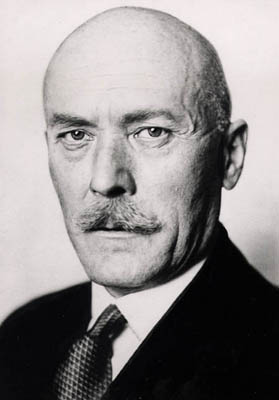
Graf von der Schulenburg

- Friedrich-Werner Graf von der Schulenburg (23. Januar 1923–18. Juni 1931)
- Wipert von Blücher (Oktober 1931–1935)
- Hans Smend (Juli 1935–16. Oktober 1939)
- Erwin Ettel (16. Oktober 1939–September 1941)
- kein Vertreter; die Botschaft wurde nach der anglo-sowjetischen Invasion Irans ab September 1941 geschlossen.

### Gesandte, ab 1955 Botschafter der Bundesrepublik Deutschland
| Name                                  | Amtszeit               | Anmerkungen |
| ------------------------------------- | ---------------------- | ----------- |
| Lutz Gielhammer                       | Juli 1953–13. Mai 1959 |             |
| Reinhold Renauld von Ungern-Sternberg | November 1959–1964     |             |
| Franz Josef Bach                      | 1964–1968              |             |
| Georg von Lilienfeld                  | 1968–1974              |             |
| Hans-Georg Wieck                      | 1974–1977              |             |
| Gerhard Ritzel                        | 1977–1981              |             |
| Jens Petersen                         | 1981–1986              |             |
| Armin Freitag                         | 1986–1992              |             |
| Reinhold Schenk                       | 1992–1995              |             |
| Horst Bächmann                        | 1995–1998              |             |
| Klaus Zeller                          | 1998–2000              |             |
| Rüdiger Reyels                        | 2000–2003              |             |
| Paul von Maltzahn                     | 2003–2006              |             |
| Herbert Honsowitz                     | 2006–2009              |             |
| Bernd Erbel                           | 2009–2013              |             |
| Michael Freiherr von Ungern-Sternberg | 2013–2016              |             |
| Michael Klor-Berchtold                | 2016–2020              |             |
| Hans-Udo Muzel                        | 2020–2024              |             |
| Markus Potzel                         | seit 2024              |             |